# Talar

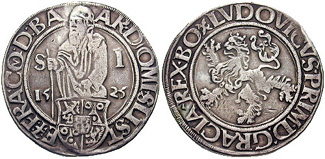
Wczesny „Ioachimsthaler” bity przez Schlicka w imieniu króla Ludwika II, z postacią św. Joachima na rewersie (1525)

Talar – gruba moneta srebrna (początkowo równowartość w srebrze złotego dukata), bita w Europie od końca XV wieku, będąca podstawową monetą w handlu międzynarodowym. 

## Geneza
Nazwa spolszczona z niemieckiego Thaler (skrócona forma Ioachimsthaler Gulden – „złoty joachimstalski”), jest pochodną od miejscowości Sankt Joachimsthal w Czechach (obecnie Jáchymov), należącej do hrabiowskiego rodu Schlick (czes. Šlikové), przy której Stefan Schlick (Štěpán Šlik) otworzył mennicę i zaczął w 1519 systematycznie bić takie wartościowe srebrne monety.
Powstanie tego pieniądza łączy się z odkryciem nowych, bogatych złóż srebra w środkowej Europie, rosnącym importem kruszców (złoto, srebro) z ziem Nowego Świata oraz zapotrzebowaniem w rozwijającym się handlu na wartościową monetę srebrną; istotny wpływ miał również spadek wartości dotychczasowego pieniądza srebrnego. Pierwsze talary (o nazwie guldiner) wypuszczono w 1485 w Tyrolu (arcyksiążę Zygmunt Habsburg), późniejsze w 1500 w Saksonii. Talary z Jachymowa o wysokiej próbie (zwane też „Ioachimsthaler Münze”) zawierały od 27,20 do 26,39 g czystego srebra. Na początku XVI stulecia podobne monety emitowano w wielu krajach europejskich mających zasobne kopalnie srebra; do szczególnie znanych i cenionych należały niderlandzkie (Leeuwendaalder), skandynawskie riksdalery oraz talary krajów niemieckich, gdzie rozpowszechniły się one najprędzej.

## Talary europejskie

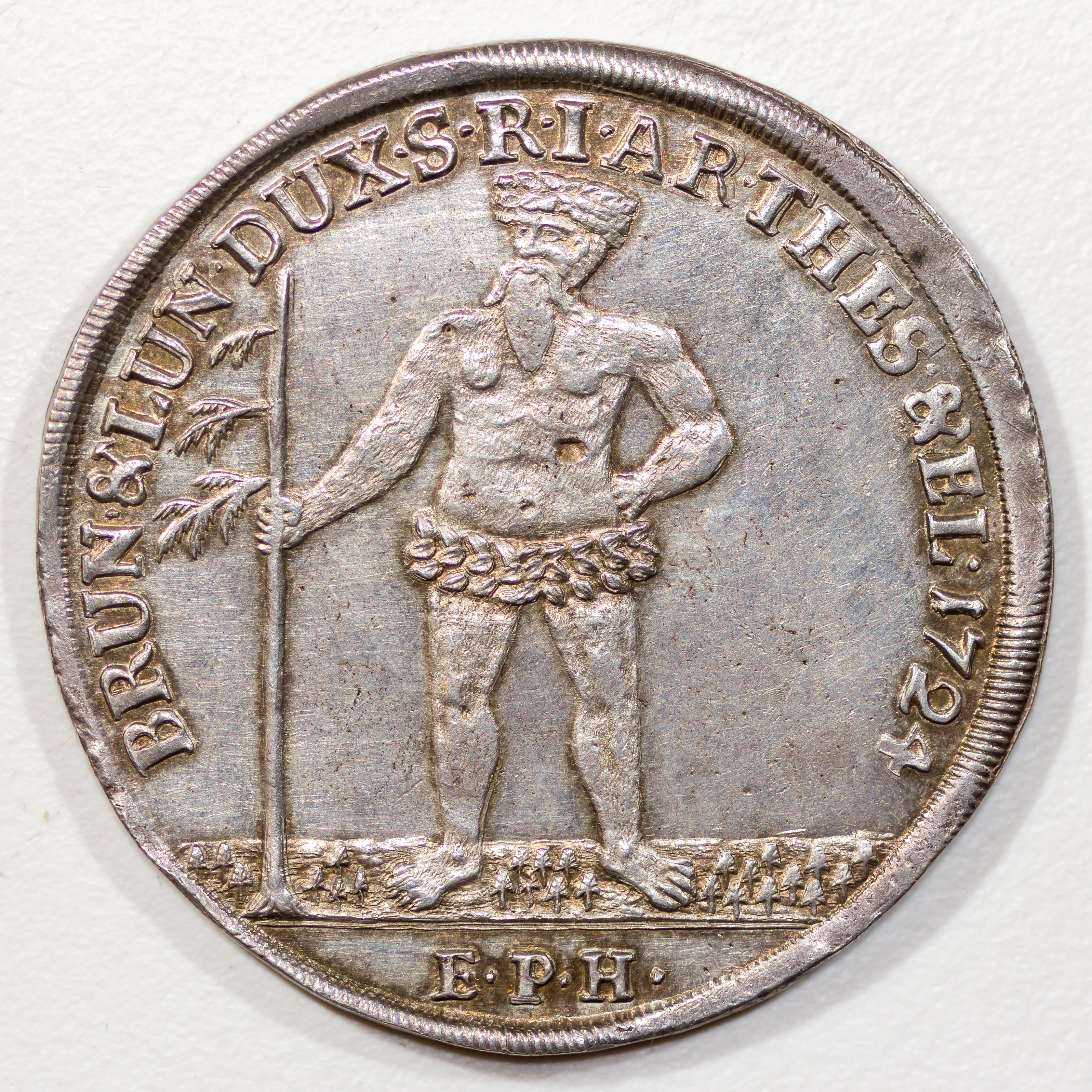
Popularny w XVII–XVIII wieku niemiecki talar „z dzikusem”

Niemiecki talar miał początkowo wartość 60 krajcarów, następnie 68 (Reichstaler), później 72, a od roku 1580 – 90 krajcarów. Zawartość kruszcu u różnych emitentów niemieckich była niejednakowa, dopiero ujednolicony w ramach unii monetarnej (1857) talar zawierał ustawowo 16,67 g czystego srebra. W wyniku reformy walutowej w latach 1871–1873 talar Rzeszy miał równowartość 3 marek, jednak odtąd zaczął wychodzić z obiegu; ostateczna demonetyzacja nastąpiła w 1907.
W Rosji talar znany był jako „jefimok”, we Francji pod nazwą „jocondale”, w Italii jako „tallero”. Stanowiąc wzorzec dla europejskich monet srebrnych, kursował na rynkach europejskich niemal 400 lat. Do szczególnie trwałych w obiegu należał duński talar zachodnioindyjski, będący tam walutą w latach 1849–1917, który na Wyspach Dziewiczych kursował aż do 1934 roku, zastąpiony wtedy przez dolar amerykański. Najdłużej, aż do czasów współczesnych, przetrwał w emisjach i w obiegu habsburski talar Marii Teresy.

## Na ziemiach polskich
Na ziemiach współczesnej Polski pierwszym talarem była moneta księstwa nyskiego wybita w 1508 przez biskupa Jana V Turzona. W 1520 talary wyemitował Zakon krzyżacki. Pierwszym monarchą polskim bijącym talary (jako emisje medalowe) był Zygmunt I Stary (1529, 1533 dla Korony), po nim też Zygmunt August (1547 dla Litwy), lecz masowe ich emitowanie podjął po reformie monetarnej (1580) dopiero Stefan Batory, i kontynuowano je do 1795 roku, a potem także w Księstwie Warszawskim. Polskie talary wartością były na ogół zbliżone do cesarskich; bito również ich połówki i wielokrotności (bardzo rzadko). W XVIII stuleciu polski talar odpowiadał wartości 8 złotych (lub 240 groszy).
Talar Księstwa Warszawskiego bity w latach 1810–1815 przez króla saskiego Fryderyka Augusta I jako jego władcę, miał wagę 23 g z zawartością 16,56 g czystego kruszcu próby 720. Wypuszczano monety o nominale jednego talara (równego 6 złotym), 1/3 talara (= 2 złote) i 1/6 talara (= 1 zł).

## Prusy
W Prusach począwszy do połowy XVIII wieku system monetarny oparty był na talarze dzielącym się na grosze.
Do 1821: 1 talar = 24 dobre grosze á 12 fenigów = 288 fenigów
Po 1821: 1 talar = 30 srebrnych groszy = 360 miedzianych fenigów
Talar został ostatecznie wyparty z rynku pieniądza w 1873 roku przez nową walutę zjednoczonych cesarskich Niemiec – markę niemiecką.